# Hiroshi Nawa
Hiroshi Nawa (Tokio, ?) is een Japans componist, muziekpedagoog, dirigent en arrangeur.

## Levensloop
Nawa vertrok na zijn muziekstudie in 1989 naar Oostenrijk en leeft er in de deelstaat Karinthië. Hij is zowel dirigent van symfonieorkesten alsook van harmonieorkesten. Naast bewerkingen van klassieke orkestwerken voor harmonieorkest schrijft hij ook eigen werken voor dit medium. 

## Composities

### Werken voor harmonieorkest
- 1998 Gurktaler Walzer
- 1999 Grafensteiner Marsch
- 2000 Elegie, fantasie voor harmonieorkest
- 2000 Japanische suite - "Oedo Nihonbashi", voor harmonieorkest
  1. Oedo nihonbashi
  2. Takeda no komori-uta
  3. Hokkai Bon-uta
- Crepuscolo - Mambo, voor trompet (of bugel solo) en harmonieorkest
- Magdalensberger March
- Princess Shells